# Deborah Polaski
Deborah Polaski  (n. Richland, Wisconsin (Estados Unidos); 26 de mayo de 1949) es una soprano dramática norteamericana.
Especializada en papeles de Wagner y Strauss, actúa en las principales casas de óperas del mundo destacándose como Isolda, Brünnhilde y Electra.
Debutó en el Festival de Bayreuth, dedicado en exclusiva a las óperas de Richard Wagner, en 1988, como Brünnhilde en el ciclo de El anillo del nibelungo bajo la dirección de Daniel Barenboim (1988-1992), donde se alternó con Anne Evans. En 1993 cantó Kundry en el Parsifal dirigido por James Levine y progagonizado por Plácido Domingo. Un año más tarde, Levine dirigiría el nuevo ciclo del Anillo (1994-1998), asumiendo nuevamente el papel de Brünnhilde.

## Discografía de referencia
- Brahms: Lieder, Spencer
- Strauss: Elektra, Barenboim
- Strauss, Elektra, Bychkov
- Wagner: Escenas de Der Ring des Nibelungen, Walküre, Lohengrin and Tristan und Isolde
- Wagner: Lohengrin (Ortrud), Barenboim
- Wiener Opernfest 2005 (Gala Concert)
- Wolf-Ferrari: Sly, Maxym

### DVD
- Berlioz: Les Troyens (Didon y Casandra), Cambreling
- Wagner: Götterdämmerung, Levine (Festival de Bayreuth, 1997)
- Wagner: Die Walküre, Siegfried, Götterdämmerung, de Billy
- Wagner. Tristan und Isolde, de Billy
- Gala Concert - Vienna State Opera 2005